# 田越
田越（1968年10月—），黑龙江省人，男，少将，现任山西省军区党委副书记、司令员。

## 履历
曾任陆航部政治部副主任，第65集团军副参谋长，西部战区第77集团军副军长等职务
2019年6月，晋升为少将军衔。
2023年10月，电视画面显示， 田越排在中共山西省委常委、政法委书记郑连生和山西省军区政委徐宝龙之间，显示田越已经赴山西省任职。